# Stephanolepis
Stephanolepis es un género de peces monacántidos marinos distribuidos por todos los océanos.

## Especies
Existen al menos cinco especies reconocidas en este género:
- Stephanolepis auratus (Castelnau, 1861)
- Stephanolepis cirrhifer (Temminck & Schlegel, 1850)
- Stephanolepis diaspros Fraser-Brunner, 1940
- Stephanolepis hispidus (Linnaeus, 1766)
- Stephanolepis setifer (Bennett, 1831)